# Calamus nematospadix
Calamus nematospadix är en enhjärtbladig växtart som beskrevs av Odoardo Beccari. Calamus nematospadix ingår i släktet Calamus och familjen Arecaceae. Inga underarter finns listade i Catalogue of Life.